# Germaria hispanica
Germaria hispanica là một loài ruồi trong họ Tachinidae.